# HMS Vanguard (1748)
El HMS Vanguard fue un navío de línea de 3ª clase, de 70 cañones, de la Royal Navy, botado el 16 de abril de 1748. Fue construido por Philemon Ewer en su astillero de East Cowes, en la Isla de Wight, siguiendo los parámetros especificados en 1745 para los buques de este tipo, a un coste de 8009 libras esterlinas. Es el cuarto buque de la Royal Navy bautizado con el nombre de Vanguard.

## Historial
Tomo parte en la captura de Louisbourg (Nueva Escocia), en 1758, bajo el mando del almirante Edward Boscawen, y en la captura de Quebec (Canadá), en 1759, bajo el mando del almirante Charles Saunders. En 1762, bajo el mando de Sir George Brydges Rodney, tomo parte en la captura de Martinica.

## Baja
El Vanguard fue dado de baja de servicio y vendido en 1774.